# Nebulosa Cabeza de Caballo
La nebulosa Cabeza de Caballo (Horsehead Nebula en inglés) o Barnard 33 (B33) es una nube de gas fría y oscura, situada a unos 1500 años luz de la Tierra, al sur del extremo izquierdo del cinturón de Orión. Forma parte del Complejo de Nubes Moleculares de Orión, y mide aproximadamente 3,5 años luz de ancho. Esta nebulosa oscura es visible por contraste, ya que aparece por delante de la nebulosa de emisión IC 434. Por su forma es la más familiar de las nebulosas de absorción.
El color rojizo de la nebulosa de emisión se origina por la recombinación de los electrones con los protones de los átomos de hidrógeno. La estrella más brillante, situada a la izquierda de la nebulosa, es la popular Alnitak (ζ Orionis) del cinturón de Orión. La forma inusual de Cabeza de Caballo fue descubierta por primera vez en una placa fotográfica a finales del siglo XIX por Williamina Fleming, en el Observatorio del Harvard College. El primero en incluir en un catálogo a la nebulosa Cabeza de Caballo fue Edward Emerson Barnard de la Familia Barnard, en 1919.

## Entorno de la nebulosa

Entorno de la nebulosa de la Flama, NGC 2023 y la Cabeza de Caballo, entre otras.

En la foto del entorno se ven también nebulosas  de reflexión, que reflejan preferentemente la luz azul de las estrellas cercanas.
En la fotografía también puede verse, en color anaranjado, la nebulosa de la Flama, catalogada como NGC 2024, en la parte inferior izquierda. Recibe este nombre por su parecido con una hoguera.
Una franja oscura de polvo interestelar absorbente se destaca en silueta contra el resplandor de la emisión del hidrógeno y, de hecho, oculta la verdadera fuente de energía de la nebulosa de la Flama. Detrás de la franja oscura yace un cúmulo de estrellas jóvenes y calientes, vistas a longitudes de onda infrarrojas a través del polvo oscurecedor. Una estrella masiva joven de ese cúmulo es la fuente probable de la intensa radiación ultravioleta que ioniza el gas de hidrógeno de la nebulosa de la Flama.
En la imagen también se aprecia la nebulosa NGC 2023, debajo de IC 434; es una nebulosa de reflexión, de ahí su característico color azulado. IC 431 aparece justo a la izquierda de la nebulosa de la Flama.